# Feliks Czarniecki
Feliks Czarniecki (ros. Феликс Флорианович Чарнецкий, ur. 4 grudnia 1871 w Bubnówce, zm. 20 października 1959 w Krakowie) – polski lekarz psychiatra.

## Życiorys
Feliks Czarniecki urodził się w majątku Bubnówka w powiecie bobrujskim; syn Floriana, ziemianina, i Marii z domu Liniewicz. Ukończył gimnazjum w Bobrujsku. Studiował medycynę na Uniwersytecie Moskiewskim. Studia ukończył 14 października 1899, dyplom zaś otrzymał 9 lutego 1900. Początkowo pracował w prywatnej lecznicy doktora J. Glinki w Moskwie. W latach 1901–1915 był asystentem, a następnie starszym asystentem w Centralnej Stacji Przyjęć dla Psychicznie Chorych. Opublikował szereg prac w języku rosyjskim i francuskim ze swojej specjalności. Pracował również w Miejskim Szpitalu Miedwiednikowskim, a w czasie I wojny światowej – w szpitalu w Lefortowie. Wykładał w szkole felczersko-akuszeryjnej doktora G. Robińskiego. Interesował się psychiatrią społeczną – szczególnie walką z alkoholizmem. Opracował zagadnienie alkoholizmu na terenie Moskwy (1913, 1915) i tam też otworzył własny zakład dla alkoholików.
W 1921 przeszedł nielegalnie przez granicę i zatrzymał się w Warszawie do chwili przyjazdu żony z czworgiem dzieci (1922). Pracował przejściowo jako lekarz rejonowy Kasy Chorych. Z Warszawy przeniósł się w 1922 do Kobierzyna koło Krakowa, gdzie został ordynatorem oddziału Państwowego Zakładu dla Nerwowo i Psychicznie Chorych w Kobierzynie. Równocześnie był tu lekarzem domowym. Na emeryturę przeszedł w 1941. Zamieszkał w Krakowie – prowadził gabinet prywatny, a także pracował honorowo jako lekarz Caritasu w Klasztorze SS. Norbertanek. Pochowany został na Cmentarzu Salwatorskim (kwatera SC9, rząd 7, miejsce 13).

## Prace
- K kazuitstikie sluchajew riezko wyrażennago Cheyne-Stokes'owago dychanija pri razlitom organiczeskom porażenii gołownago mozga. Niewropatołogieczeskij Wiestnik 8 (4), s. 69-87, 1900
- Soukhanoff S., Czarniecki F. Sur l'aspect externe des prolongements protoplasmatiques des cellules nerveuses de la molelle épinière chez l'homme adulte (par la méthode Gogi-Ramón y Cajal). Journal de Neurologie 7 (16), s. 308–310, 1902
- Soukhanoff S., Czarniecki F. Sur l′état des prolongements protoplasmatiques des cellules nerveuses de la moelle épinière chez les vertébrés supérieurs. Névraxe 4, s. 77–89, 1902/1903
- Słuczaj niepreidolimago wleczenija k ziemlewiedstwu (Miedicinskoje Obozrienije. 1904. LXI. Nr. 6. Odbitka, s. 1-14
- Sur l'aspect extérieur des dendrites des cellules nerveuses des tubercules quadrijumeaux antérieurs et postérieurs chez les vertébrés supérieurs (lapins et souris). Nouvelle Iconographie de la Salpêtrière 17 (2), s. 100-106, 1904
- Oligofazya w epileptycznych zaburzeniach świadomości i praktyczne jej znaczenie. Medycyna 32 (37), s. 774-776, 1904
- O primienienii jelemientarnych prijemow obiektiwnago psieniczeskago izsledowanija k razpoznawaniju epilepieczeskich razstrojstw soznanija (razem z A.N. Bernstejnem). Moskwa. 1905. 8 nr s. 41)
- Dementia precox i sifilis (1910. Odbitka z nieustalonego czasopisma. s. 37)
- Matierriały k woprostu ob ałkogolizmie w g. Moskwie (1913. Odbitka. s.34)
- Otrawlenija dienaturirowannym spirtom, polituroj i drugimi surrogatami wodki w Moskwie (W borie za trezwost'. 1915. Nr 1-2. odbitka. s. 12)
- Opieka nad psychicznie chorymi w Rosji przedwojennej. Lekarz Polski 4 (2), s. 32–36, 1928

## Odznaczenia
- Złoty Krzyż Zasługi (1938)